# سارا لوبيز
سارا لوبيز (بالإسبانية: Sara López) هي نبالة كولومبية، ولدت في 24 أبريل 1995 في بيريرا في كولومبيا.

## وصلات خارجية
- سارا لوبيز على موقع الاتحاد الدولي للرماية بالسهام (الإنجليزية)
- سارا لوبيز على موقع الجمعية الدولية للألعاب العالمية (الإنجليزية)